# Leitmotiv
Ein Leitmotiv ist ein künstlerisches Mittel, das, gekoppelt an einen zunächst außerkünstlerischen Inhalt, in der Gesamtheit des Werkes immer wieder zu finden ist. Je nach Kunstrichtung (Musik, Malerei, Architektur oder Literatur) werden verschiedene Motive ein- und umgesetzt. So können Farben, Stimmungen, Symbole, Personen, Tonfolgen, Sätze und vieles mehr als Leitmotiv verwendet werden. Sie werden dann innerhalb dieses Werkes nur noch mit dieser Bedeutung verwendet. 
Der Begriff 'Leitmotiv' ist ein Terminus technicus. Er ist ins Englische und in die französische Sprache übernommen worden und wird in beiden Sprachen meist „Leitmotif“ geschrieben.
Der Begriff des Leitmotivs tauchte erstmals 1871 in Friedrich Wilhelm Jähns’ Verzeichnis der Werke von Carl Maria von Weber auf. Laut anderen Quellen soll Hans von Wolzogen den Begriff geprägt haben. 
Manchmal wird im engeren Sinn von Leitmotiv gesprochen, wenn es als Thema musikalisch verarbeitet wird. Davon wird im weiteren Sinn das Erinnerungsmotiv unterschieden, das im selben Werk mehrmals unverändert in einem bestimmten szenischen oder programmatischen Zusammenhang auftritt.

## Musik der Romantik
In der Musik, speziell in der des 19. Jahrhunderts, ist das Leitmotiv ein meist recht kurzes charakteristisches Tongebilde, das mindestens einmal, meistens aber häufiger wiederkehrt und assoziativ einen bestimmten, in der Regel außermusikalischen Sinngehalt, beispielsweise eine Person, einen Gegenstand, eine Idee oder ein Gefühl symbolisiert. Da es nicht spezifisch musikalischen Verarbeitungsprozessen, das heißt der thematisch-motivischen Arbeit etwa in einem Sonatensatz, unterzogen wird, bildet es typischerweise ein Gestaltungsmittel in Musikdramen, aber auch in Oratorien und Sinfonischen Dichtungen. Um für den Rezipienten vor allem innerhalb eines längeren Werkzusammenhangs wiedererkannt werden zu können, hat es fast immer eine prägnante, fest umrissene Gestalt, die nur geringfügig und behutsam verändert wird. Als musikalisches Material für Leitmotive eignen sich daher nicht nur charakteristische Melodien oder Melodie-Teile (nicht jedoch gebräuchliche Formeln und Floskeln der musikalischen Rhetorik), sondern auch ungewöhnliche Akkorde wie der verminderte Septakkord des Samiel-Motivs in Der Freischütz (1821) und, am bekanntesten, der Tristan-Akkord. Die französische Tradition, aus der sich diese Praxis ergeben hat, ist oft nicht mehr bekannt.

## Vaudeville und Opéra comique
Die französischen Vaudevilles des 16. Jahrhunderts waren Schlagermelodien, die sich schnell verbreiteten und stets neu textiert wurden. Daraus ergab sich eine populäre Praxis der Erinnerung an bestimmte Melodien und ihren Zusammenhang. Diese sehr langlebige Tradition strahlte auch auf das Pariser Theater aus, namentlich auf die Opéra comique, die ihren Ursprung im Pariser Jahrmarktstheater hatte. Weil das Sprechen in Bühnenproduktionen auf den Jahrmärkten zeitweise verboten war, konnte dort eine Melodie an einen bestimmten nicht artikulierten Text erinnern. Ebenso verbreitet waren charakteristische Tänze zu bekannten Melodien. So konnte mit einem Geflecht von Erinnerungen gespielt werden, die wechselweise mit Körperbewegung, Gesang und Sprache verbunden waren.
Die Opéras comiques von François-André Danican Philidor, Monsigny, Dalayrac, später André-Ernest-Modeste Grétry oder Étienne-Nicolas Méhul, die auch im deutschen Sprachgebiet überaus häufig gespielt wurden, enthielten Erinnerungsmelodien mit einer ausgefeilten, langjährig erprobten Dramaturgie, die oft bei der Wiederbegegnung von Figuren genutzt wurde. Vor der französischen Revolution wurde Grétrys Richard Cœur de Lion (1784) besonders bekannt, in dem das Lied „une fièvre brûlante“ die Ideale des Retters und Befreiers Richard Löwenherz verkörpert.
Die ältere Vaudeville-Tradition bleibt auch im Theater des 19. Jahrhunderts inner- und außerhalb der Oper präsent. In Yelva, die russische Waise (1828) von Eugène Scribe, einer Mischung aus Melodram und Vaudeville, wird parallel zur Handlung mit bekannten instrumental gespielten Melodien an bestimmte Gesangstexte erinnert, die verschiedenen Momenten der Handlung eine Färbung verleihen. Viele Librettisten und Komponisten in den damals noch provinziellen Gebieten außerhalb Frankreichs und Italiens versuchten, an diese Erfolge anzuschließen.

### Weber und Spohr
Deutschsprachige Singspiele waren lediglich lokale Varianten und zumeist auch Übersetzungen der Opéra comique und übernahmen bloß ihre Stilmerkmale. Eine nationalistische Musikgeschichtsschreibung hat seit dem Deutsch-Französischen Krieg 1870/71 durch „Verleugnen der Herkunft dieser Technik aus der Opéra comique, philologische Ungenauigkeiten sowie die analytisch und terminologisch undifferenzierte Behandlung von Leitmotiv und Erinnerungsmotiv“ allerdings versucht, aus dem Leitmotiv eine „genuin deutsche“ Erscheinung zu machen, was teilweise noch bis heute nachwirkt.
Dass Carl Maria von Weber der erste Komponist gewesen sei, der Leitmotive benutzt habe, ist ein Irrtum, der vor allem darauf zurückzuführen ist, dass das Wort in dessen Werkverzeichnis von Friedrich Wilhelm Jähns wohl erstmals erwähnt wird. Tatsächlich bewunderte Weber diese Technik bereits an Louis Spohrs Oper Faust (1816): „Glücklich und richtig berechnet gehen einige Melodien wie leise Fäden durch das Ganze und halten es zusammen“. Über Nicolas Dalayracs Léhéman ou La Tour de Neustadt (1801) bemerkt er: „Die Romanze ‚Ein Pilger irrt‘ wird besonders durch ihre innige Verwebung mit dem Ganzen der Handlung interessant. Bei den gespanntesten, entscheidendsten Szenen erscheint die freundliche Melodie wie ein tröstender Stern und verheißt den erwartungsvollen Zuhörern Rettung seiner Lieben.“
Eine Klammer zwischen der Ouvertüre und dem Kernthema des Stückes bildet jeweils ein Motiv aus der langsamen Einleitung bei Wolfgang Amadeus Mozarts Così fan tutte und Il dissoluto punito ossia Il Don Giovanni (nur der vollständige Titel macht in diesem Fall übrigens diese Klammer deutlich).

### Berlioz und Wagner
In der Sinfonischen Dichtung nutzte Hector Berlioz das Konzept des Leitmotivs als sogenannte „idée fixe“ in der Symphonie Fantastique für großes Orchester. Perfektioniert und ausgiebig verwendet hat die Leitmotiv-Technik dann Richard Wagner in seinen Opern und Musikdramen, obwohl er selbst den Begriff nie verwendete, sondern von „Erinnerungsmotiven“ sprach. Sein Ring des Nibelungen ist geradezu von einem Geflecht von Leitmotiven durchzogen, wobei sich diese häufig voneinander ableiten und durch geringfügige Änderungen in Notenwert oder Rhythmus sowie in der Instrumentation zwar deutlich unterscheiden, aber dennoch motivisch verwandt sind. Die Eigentümlichkeit der Leitmotive liegt – bei Wagner – „gerade nicht in der starren Fixierung, sondern in der von der dichterischen Absicht bedingten Ab-, Um- und Verwandlung.“

## Filmmusik
Leitmotive sind auch ein wichtiges Kompositionsmittel der Filmmusik. Die Verwendung von Griegs gepfiffenem In der Halle des Bergkönigs als „Erkennungsmelodie“ des Mörders in Fritz Langs M wird oft als erstes Beispiel eines musikalischen Leitmotivs im Tonfilm genannt. Es war dann Max Steiner, der diese Technik Anfang der 1930er Jahre für den Film nutzbar machte, zuerst in Graf Zaroff – Genie des Bösen (1932) und in King Kong und die weiße Frau (1933). Steiners allgemein bekannteste Filmmusik, die sich intensiv der Leitmotivtechnik bedient, ist diejenige zu Vom Winde verweht (1939). Auch die Filmmusiken zu den Zeichentrick-, Spiel- und Dokumentarfilmen Walt Disneys setzen durchweg Leitmotive ein. Weitere bekannte Beispiele sind die vielen verschiedenen wiederkehrenden Themen und Motive in Star Wars (John Williams) und in den Herr-der-Ringe-Verfilmungen (Howard Shore). Ein besonders markantes Beispiel für intensive Leitmotivarbeit in der Filmmusik stellt Ennio Morricones Musik zu Spiel mir das Lied vom Tod dar. Auch in Fluch der Karibik kehren Leitmotive (z. B. „He's a Pirate“ von Klaus Badelt) mehrere Filme hindurch immer wieder.

## Musical
Auch im Musical, speziell in den ernsteren, dramatischen Werken, die sich eng an literarische Vorlagen anlehnen, finden sich gehäuft leitmotivische Strukturen.

### West Side Story
In dem Musical West Side Story von Leonard Bernstein fungiert als Leitmotiv eine Kombination der Intervalle Quarte und Tritonus, wobei die Quarte für die Sharks, eine Straßengang puerto-ricanischer Jugendlicher, und der Tritonus für die rivalisierende amerikanische Jugendbande der Jets steht.

### Les Miserables
Das Musical Les Misérables enthält eine Reihe von (eher abstrakten) Leitmotiven, die im Werk immer wieder an charakteristischen Stellen durchziehen und dramatisch gliedern, so beispielsweise das Motiv der juristisch-normativen Vorgabe, das z. B. durch den Polizisten Javert benutzt wird, wann immer er eine juristische Anklage vollzieht:
Dieses Motiv steht im Gegensatz zum Motiv der persönlich-emphatischen Regung/Teilnahme, das an fast allen Stellen benutzt wird, in denen eine moralisch aufrichtige Person sich über ihr Leid durch die aktuellen sozialen, gesellschaftlichen oder persönlichen Konstellation beklagt, beispielsweise in Fantines Sterbe-Arie, in Éponines berühmter Ballade „On My Own“ genau wie im Finale, das Javerts Fazit zum Leben allgemein und im Frankreich des Vormärz im Speziellen darstellt.